# Aphanocrex podarces
Aphanocrex podarces е изчезнал вид птица от семейство Rallidae. Обитавал е островите Света Елена, Възнесение и Тристан да Куня.

## Разпространение
Видът е разпространен в Света Елена, Възнесение, Тристан да Куня.